# Eurhynchium

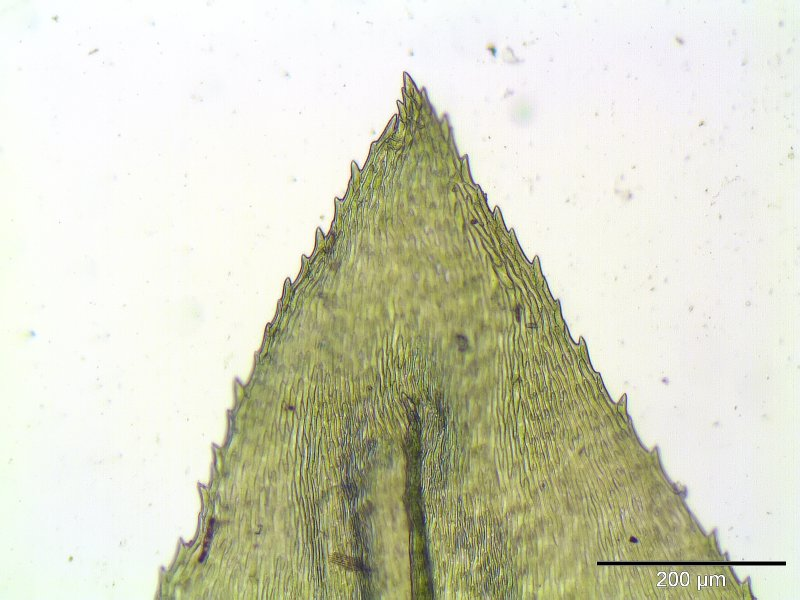
Eurhynchium striatum, Unterseite der Blattspitze. Gut zu erkennen ist die als Dorn austretende Mittelrippe und der gezähnte Blattrand.

Eurhynchium, auf Deutsch Schönschnabelmoose genannt, ist eine Gattung der Laubmoose aus der Familie Brachytheciaceae.

## Beschreibung
Die kräftigen, starren, hellgrünen bis bräunlich-grünen Moospflanzen bilden lockere und oft recht ausgedehnte Rasen. Sie sind häufig bäumchenförmig verzweigt, einzelne Äste sind oft flagellenartig verlängert. Die sparrig abstehenden Blätter sind breit eiförmig-dreieckig bis eiförmig-lanzettlich, spitz und längsfaltig und haben ringsum gesägte und großteils flache Ränder. Alle Blätter haben eine einfache Rippe bis etwa 3/4 der Blattlänge, wobei das Ende der Rippe meist auf der Blattrückseite als Dorn austritt. Die Blattzellen sind in der Blattmitte linealisch und dünnwandig, am Blattgrund kürzer, etwas breiter, mäßig dickwandig und getüpfelt; die Blattflügelzellen sind rechteckig. Stämmchenblätter und Astblätter sind ähnlich, die letzteren etwas schmaler und kleiner.
Die Arten sind zweihäusig. Der Sporophyt besitzt eine rote, glatte Seta und eine geneigte bis horizontale, gekrümmte, zylindrische Sporenkapsel mit lang geschnäbeltem Deckel.

## Verbreitung
Eurhynchium-Arten sind in Europa und Asien verbreitet. In Mitteleuropa gehören sie oft zu den häufigsten Laubmoosarten.

## Systematik und Arten (Auswahl)
Die Abgrenzung der Gattung wurde je nach Autoren unterschiedlich gesehen. Nach der heute überwiegenden Auffassung gehören nur die zwei folgenden Arten zur Gattung Eurhynchium:
- Eurhynchium angustirete
- Eurhynchium striatum

Alle übrigen ehemals dazugezählte Arten wurden in andere Gattungen ausgegliedert:
- Eurhynchium hians samt Eurhynchium swartzii neu: Oxyrrhynchium hians
- Eurhynchium praelongum neu: Kindbergia praelonga
- Eurhynchium pulchellum neu: Eurhynchiastrum pulchellum
- Eurhynchium pumilum neu: Oxyrrhynchium pumilum
- Eurhynchium schleicheri neu: Oxyrrhynchium schleicheri
- Eurhynchium speciosum neu: Oxyrrhynchium speciosum